# فانيسا ألفانو
فانيسا ألفانو (بالإنجليزية: Vanessa Alfano)‏ هي صحفية أمريكية، ولدت في 9 مايو 1976.